# Эриклик (пароход)
«Эриклик» (до 11 (23) ноября 1872 года «Великая княгиня Ольга», после 31 декабря 1922 года «Красный моряк») — колёсный пароход РОПиТ, затем паровая яхта Черноморского флота Российской империи, после чего посыльное судно и пароход Черноморского флота СССР. Во время несения службы судно использовалось в качестве товарно-пассажирского парохода, яхты членов российского императорского дома, парохода активной обороны, базы морского отряда траления, посыльного судна, самоходной плавбазы дивизиона сторожевых катеров и истребителей, блокшива и несамоходной плавучей базы водолазной школы. Принимало участие в русско-турецкой войне 1877—1878 годов, Гражданской войне и, по данным некоторых источников, во Второй Мировой войне.

## Описание судна
Колёсный пароход с железным корпусом водоизмещением 1145 тонн. Длина судна между перпендикулярами по сведениям из различных источников составляла от 66,1 до 67,07 метра, максимальная длина достигала 74,54 метра, ширина — от 8,53 до 8,8 метра, осадка носом 2,74 метра, а осадка кормой от 3 до 3,3 метра. На судне были установлены две горизонтальные двухцилиндровые паровые машины простого расширения мощностью 180—250 номинальных лошадиных сил, что составляло 890—900 индикаторных лошадиных сил, и два цилиндрических паровых котла, в качестве движителя использовались два бортовых гребных колеса и паруса. Все механизмы на пароходе были производства компании John Penn & Sons. Максимальная скорость парохода могла достигать 10,5—11 узлов. Максимальный запас угля на судне составлял 65 тонн. Экипаж состоял из 110 человек, включая 12 офицеров.
Первоначальное вооружение яхты состояло из двух 9-фунтовых пушек образца 1867 года; на время войны 1877—1878 годов помимо двух 9-фунтовых пушек образца 1867 года также была вооружена двумя 4-фунтовыми пушками образца 1867 года и двумя картечницами Гатлинга, а также восемью шестовыми и буксируемыми минами. По состоянию на 1880 год вооружение состояло из двух 4-фунтовых пушек образца 1867 года и одной картечницы Гатлинга. Начиная с 1900 года пароход был вооружён двумя 37-миллиметровыми одноствольными и двумя 37-миллиметровыми револьверными пушками Гочкиса, последние в 1903 году заменили на две 47-миллиметровые одноствольные пушки. В 1920-х годах на вооружении судна оставались две 47-милимметровые пушки.

## История службы

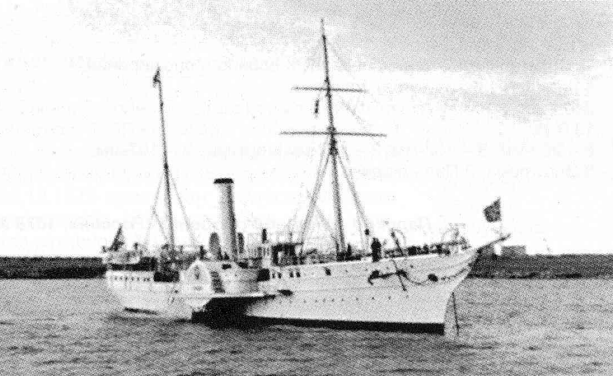
Паровая яхта «Эриклик»

Пароход был построен для нужд РОПиТ в Англии в 1866 году на верфи компании Charles Mitchel & Co в Ньюкасле и после спуска на воду под именем «Великая княгиня Ольга» использовался в качестве товаро-пассажирского парохода на Чёрном море.

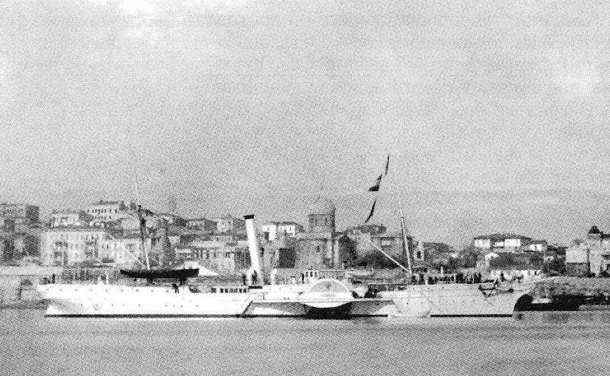
«Эриклик» в Севастополе

В октябре 1872 года пароход был приобретён у РОПиТ Морским ведомством и после капитального ремонта включён в состав Черноморского флота России в качестве паровой яхты, предназначавшейся для плаваний императора Александра II по Чёрному и Средиземному морям. 11 (23) ноября 1872 года яхта была переименована в «Эриклик». В кампанию того же года выходила в заграничное плавание.
До начала русско-турецкой войны 1877—1878 годов яхта использовалась для путешествий членов российского императорского дома: членов семьи и различного рода высокопоставленных лиц. Перед войной на судне в Одессу прибыл эвакуируемый персонал константинопольского посольства, после чего яхта была дополнительно вооружена и в качестве парохода активной обороны передана в распоряжение прибрежной обороны Очакова. В течение войны, в отличие от других пароходов активной обороны, «Эриклик» не принимал участия в крейсерских операциях на коммуникациях противника и в боевых действиях также не участвовал. Все время находился в распоряжении главного командира Черноморского флота и портов адмирала Н. А. Аркаса.
После войны в кампанию 1878 года яхта подверглась капитальному ремонту паровых механизмов с установкой новых трубок в котлах, после чего вновь использовалась для внутренних и заграничных плаваний высокопоставленных особ.
В кампанию 1881 года на яхте была проведена замена паровых котлов. 1 (13) февраля 1892 года яхта была переквалифицирована в пароход и на ней вновь были заменены паровые котлы. 27 сентября (10 октября) 1907 года судно было вновь переквалифицировано в яхту.
20 ноября (3 декабря) 1909 года яхта была отчислена к порту в Севастополе, а 18 (31) марта 1910 года исключена из списков судов флота по негодности к дальнейшей службе. Поcле этого по данным из одних источников судно было продано частному владельцу, по другим данным находилось в севастопольском порту без использования.
1 мая 1918 года «Эриклик» был захвачен немецкими войсками в Севастополе, 24 ноября того же года — передан союзникам, 29 апреля 1919 года — захвачена у союзников частями Красной армии, а 24 июня того же года отбита частями Вооружённых сил Юга России. Последними судно использовалось в качестве базы морского отряда траления, пока 15 ноября 1920 года вновь не перешла в распоряжение Красной армии, после повторного занятия ей Севастополя.
Первоначально судно было передано в состав торгового флота, в котором его планировали переименовать в «Балаклава», однако до переименования судна оно 12 мая 1921 года было включено в состав Морских Сил Чёрного Моря, где до 8 августа 1921 года использовалось в качестве посыльного судна. С 8 августа 1921 года по 25 декабря 1922 года пароход использовался в качестве самоходной плавбазы дивизиона сторожевых катеров и истребителей, после чего вновь был возвращён в посыльные суда. Дальнейшую службу пароход входил в разряд отдельно плавающих судов.
31 декабря 1922 года пароход был переименован в «Красный моряк», 14 февраля 1925 года отчислен в порт на хранение, а позднее переоборудован и обращён в блокшив. 23 августа 1929 года блокшив был передан черноморской партии Экспедиции подводных работ особого назначения для оборудования несамоходной плавучей базы водолазной школы.
По одним данным, несамоходная база «Красный моряк» в 1930-х годах была выведена из эксплуатации и сдана на слом, по другим — впоследствии была вновь переоборудован в пароход, который в качестве товаро-пассажирского парохода нёс службу в составе Азовского пароходства Наркомата морского флота, принимал участие во Второй Мировой войне и 12 мая 1942 года был потоплен немецкой авиацией в Темрюке во время разгрузки раненых и эвакуированных из Керчи.